# Szodi Szabdolow
Szodi Dawlatowicz Szabdolow (tadż. Шоди Давлатович Шабдолов; ros. Шоди Давлятович Шабдолов, ur. 17 października 1943 w Chorogu, zm. 19 października 2023) – radziecki i tadżycki polityk.

## Życiorys
W 1965 ukończył Tadżycki Instytut Politechniczny, a 1970 aspiranturę Akademii Nauk Społecznych przy KC KPZR, kandydat nauk ekonomiczny. Nauczał w technikum energetycznym, służył w armii, pracował jako główny inżynier rejonowy, kierował wydziałem Komitetu Obwodowego Komunistycznej Partii Tadżykistanu (KPT), był inspektorem KC KPT, 1965-1984 pracował w Afganistanie. 1984-1985 kierownik wydziału KC KPT, 1985-1988 I sekretarz Komitetu Obwodowego KPT w Chorogu, 1988-1989 inspektor i zastępca kierownika Wydziału Pracy Organizacyjno-Partyjnej i Kadrowej KC KPT, 1989-1991 sekretarz KC KPT. Od 1991 przewodniczący Komitetu Organizacyjnego, od stycznia 1992 przewodniczący Komunistycznej Partii Tadżykistanu, deputowany do Rady Najwyższej Tadżykistanu 11 i 12 kadencji, 1995-2000 deputowany ludowy Madżlisu. Odznaczony Orderem Znak Honoru, orderami tadżyckimi, medalami ZSRR, Tadżykistanu o Afganistanu.